# Hubertella
Hubertella es un género de arañas araneomorfas de la familia Linyphiidae. Se encuentra en Nepal.

## Lista de especies
Según The World Spider Catalog 12.0:
- Hubertella orientalis (Georgescu, 1977)
- Hubertella thankurensis (Wunderlich, 1983)